# En coma (película)
En coma es una película colombiana de 2011 dirigida por Juan David Restrepo y Henry Rivero. Estrenada el 6 de mayo de 2011, fue protagonizada por Juan David Restrepo, Liliana Vanegas, Alejandro Buitrago, Juan David Restrepo, Juan Pablo Raba y Marlon Moreno.

## Sinopsis
Omar es el líder de un grupo de sicarios que actúa en la ciudad de Medellín. Sin pensarlo, conoce a una hermosa mujer llamada Ilana que cambia drásticamente su mundo y su entorno. Aferrado a su amor por Ilana, decide renunciar a sus peligrosas amistades para iniciar una nueva vida al lado de ella. Sale a buscar trabajo pero no tiene éxito, así que decide hacer un último robo a gran escala que le permita vivir tranquilo durante algunos años. Sin embargo, el plan sale muy mal y Omar termina en la cárcel y con su vida destrozada.

## Reparto
- Juan David Restrepo es Omar.
- Juan Pablo Raba es Álex.
- Liliana Vanegas es Ilana.
- Julián Román es Cheo.
- Edgardo Román es Piraña.
- Anderson Ballesteros es Guiota
- Alejandro Buitrago es Sony
- Marlon Moreno
- Álvaro Rodríguez
- Karina Tobón